# Euphemios
Euphemios (mittelgriechisch Εύφήμιος), lateinisch Euphemius, ist der Name folgender Personen:
- Euphemios von Thespiai, Lokalhistoriker von Thespiai
- Euphemios (Prätorianerpräfekt), Praefectus praetorio im Jahr 496
- Euphemios (Markian), magister officiorum des Kaisers Markian, 450–455
- Euphemios (magister officiorum, 467), magister officiorum 467–472
- Euphemios (Patriarch) († 515), Patriarch von Konstantinopel
- Euphemius von Toledo, Bischof von Toledo 574
- Euphemios (Sizilien) († 827), byzantinischer Usurpator